# Произходът на света
„Произходът на света“ (на френски: L'Origine du monde) е картина на френския художник Гюстав Курбе от 1866 година. Картината изобразява в едър план половите органи и корема на гола жена, лежаща на легло с разтворени крака. Рамкираното по този начин голо тяло с главата, ръцете и долната част на краката лежащи извън картината, подчертава еротизма на творбата, нарисувана с маслени бои върху платно.

## Собственици
Смята се, че поръчител на творбата е османският дипломат Халил Шериф паша (Халил бей) скоро след преместването си в Париж. Литературоведът Шарл-Огюстен дьо Сент-Бьов запознава Халил бей с Курбе и той поръчва картината, която да добави в личната си колекция с еротични картини, която към момента вече е включвала „Турска баня“ от Жан Огюст Доминик Енгър и една друга картина на Курбе, „Спящи“.
След това обаче средствата на Халил бей свършват, тъй като той ги пропилява на хазарт и картината последователно преминава през серия частни колекционери. При разпродажбата на еротичната колекция на дипломата през 1868 година, тя е първоначално откупена от антикваря Антоан де ла Нард. През 1889 година на платното попада писателят Едмон дьо Гонкур, откривайки го скрито зад дървено пано, украсено с картина на замък или църква на фона на снежен пейзаж. Според Робер Ферние, публикувал два тома на пълния каталог с установените произведения на Курбе и основал Музея „Курбе“, следващият собственик на картината е унгарският колекционер барон Ференц Хатвани, който я откупува от галерията „Бернайм-Жон“ през 1910 година и я взема със себе си в Будапеща. Към края на Втората световна война картината е плячкосана от съветски войници, но по-късно откупена обратно от Хатвани. През 1947 година Хатвани бяга от Унгария към Париж и му е разрешено да вземе със себе си само едно произведение, и той избира „Произходът“.
През 1955 година платното е продадено на търг за 1.5 милиона франка на психоаналитика Жак Лакан. Той и съпругата му, актрисата Силвия Батай, я излагат във вилата си в Гитранкур. След смъртта на Лакан през 1981 година френският министър на икономиката и финансите сключва със семейството сделка за уреждане на данъка върху наследството му с преотстъпване на картината на Музея Орсе, като сделката е финализирана през 1995 година.